# FIFA év játékosa 1995
Az első alkalom, hogy egy afrikai labdarúgó nyerte el a díjat, a libériai George Weah.

## Végeredmény
| #  | Játékos            | Pont | Csapat(ok)                       |
| -- | ------------------ | ---- | -------------------------------- |
| 1  | George Weah        | 170  | Paris SG AC Milan                |
| 2  | Paolo Maldini      | 80   | AC Milan                         |
| 3  | Jürgen Klinsmann   | 58   | Tottenham Hotspur Bayern München |
| 4  | Romário            | 50   | FC Barcelona Flamengo            |
| 5  | Roberto Baggio     | 49   | Juventus AC Milan                |
| 6  | Michael Laudrup    | 37   | Real Madrid                      |
| 7  | Iván Zamorano      | 36   | Real Madrid                      |
| 8  | Juninho Paulista   | 28   | São Paulo Middlesbrough          |
| 9  | Matthias Sammer    | 23   | Borussia Dortmund                |
| 10 | Hriszto Sztoicskov | 20   | FC Barcelona Parma               |
| 11 | Gianfranco Zola    | 20   | Parma                            |